# Dni majowe w Barcelonie
Dni majowe w Barcelonie (kat. Els Fets de Maig, hiszp. Los Hechos de Mayo) – uliczne starcia między prokomunistycznymi siłami rządowymi (Gwardia Szturmowa Guardia de Asalto) wspieranymi przez bojówki stalinistyczne, a milicjami anarchosyndykalistów, które miały miejsce w Barcelonie między 3 a 8 maja 1937, w czasie wojny domowej w Hiszpanii. Przybycie po piątym dniu starć posiłków Gwardii z Walencji doprowadziło do zawieszenia broni i zaprzestania walk.

## Tło wydarzeń
W republikańskim rządzie premiera Francisca Largo Caballero dochodziło do walk o wpływy, między prosowiecką Komunistyczną Partią Hiszpanii (PCE), a frakcjami anarchistycznymi (FAI), związkami zawodowymi (CNT, UGT) i marksistami (POUM). Komuniści, niechętni rewolucji hiszpańskiej, uważali, że wygranie z faszystami wymaga ustabilizowania sytuacji na tyłach frontu. Również ich wizja na przyszłość republiki po ewentualnym zwycięstwie była odmienna od prezentowanej przez anarchistów i związki zawodowe. Partia Komunistyczna zakładała wprowadzenie silnej władzy centralnej, a nawet elementów republiki burżuazyjnej, gdy tymczasem anarchiści planowali uspołecznienie i kolektywizację przemysłu i gruntów, którymi zarządzać mieli bezpośrednio robotnicy i rolnicy. Korzystając z poparcia ZSRR komuniści dążyli do osłabienia pozostałych frakcji m.in. rozbrajając milicje anarchistyczne i związkowe.
Szczególnie silna była rywalizacja między stronnictwami w Barcelonie, w której w wyniku rewolucji od 19 lipca 1936 rządzili anarchiści i związki zawodowe. Interesy komunistów w rejonie reprezentowała Katalońska Zjednoczona Partia Socjalistyczna (PSUC), będąca przybudówką partii komunistycznej. W mieście, prócz partyjnych i związkowych milicji, stacjonowała również Republikańska Armia Ludowa i Gwardia Szturmowa, popierające zdominowany przez komunistów rząd. Nagromadzenie w jednym mieście sił zbrojnych obu politycznych frakcji oraz względnie duża odległość od frontu, gdzie w obliczu wspólnego wroga konflikty między komunistami a anarchistami praktycznie nie istniały, spowodowały, że w Barcelonie doszło do otwartej konfrontacji między oboma stronnictwami.

## Przyczyny
Dążąc do osłabienia niekomunistycznych organizacji rząd wydał dekret nakazujący oddanie wszelkiej broni znajdującej się w prywatnych rękach (de facto oznaczało to rozbrojenie milicji anarchistycznych i partyjnych). Anarchiści nie podporządkowali się jednak temu nakazowi w związku z czym siły odnowionej policji rozpoczęły systematyczne rozbrajanie zakładów pracy. W całej Katalonii zaczęły w związku z tym wybuchać drobne potyczki. Napięta sytuacja spowodowała odwołanie zaplanowanych w Barcelonie na 1 maja uroczystości związanych ze Świętem Pracy, w których udział mieli wziąć zarówno komuniści, jak i związki zawodowe oraz organizacje anarchistyczne. 3 maja podczas akcji pacyfikowania mieszczącej się przy Plaça de Catalunya Miejskiej Centrali Telefonicznej doszło do strzelaniny między anarchistami a Gwardią Szturmową, incydent wywołał wybuch walk w całym mieście.

## Przebieg

### 3 maja (poniedziałek)
Wczesnym popołudniem pod budynek Miejskiej Centrali Telefonicznej, obsługiwanej przez zrzeszonych w CNT pracowników, podjechały 3 ciężarówki wypełnione uzbrojonymi żołnierzami Gwardii Szturmowej. Oddziały, którymi dowodził komisarz bezpieczeństwa publicznego, Eusebio Rodríguez Salas, zostały zaatakowane przez pracowników przy użyciu broni maszynowej, podczas próby dostania się na drugie piętro budynku, gdzie znajdowała się centrala telefoniczna. Obie strony wezwały posiłki i wkrótce walki przybrały na sile obejmując kolejne dzielnice miasta.
Większość strategicznych budynków w centrum miasta została obsadzona przez żołnierzy Gwardii Szturmowej. Chcąc uniknąć przejęcia całkowitej kontroli nad miastem przez Gwardię Cywilną, na ulice wyszli uzbrojeni anarchiści z FAI i CNT. Jeszcze w nocy 3 maja w strategicznych punktach miasta rozpoczęto wznoszenie barykad. 
W obliczu wybuchu walk w całym mieście Armia Republikańska ogłosiła neutralność.

### 4 maja (wtorek)
W ciągu nocy sytuacja ustabilizowała się. Wzdłuż Rambla de Catalunya, jednej z głównych arterii miasta, ustanowiła się linia frontu, między anarchistami, zajmującymi położoną na zachód od ulicy dzielnicę robotniczą, a siłami rządowymi. W mieście wciąż trwały walki, miały one jednak charakter raczej defensywny. Tego dnia doszło do kilkunastu silnych eksplozji, będących dziełem prowokatorów i mających wywołać panikę. 
Tego dnia pojawiły się również pierwsze ulotki wydawane przez walczące stronnictwa. Trockistowska Sekcja Bolszewicko-Leninowska wzywała do strajku generalnego i wyjścia na barykady. 

### 5 maja (środa)
Strzały na ulicach stały się znacznie rzadsze, w mieście powoli powracał spokój, jednak wszystkie stronnictwa cały czas utrzymywały zajęte przez siebie budynki, a na barykadach wciąż pozostawali uzbrojeni żołnierze. W okolice Barcelony przybyły tego dnia morzem trzy brytyjskie okręty (krążownik i dwa niszczyciele), których celem była „ochrona brytyjskich interesów”, gdyby władzę w mieście w pełni przejęli anarchiści, którzy wydawali się mieć przewagę.
Tego dnia pojawiły się ulotki, wydane przez skrajne anarchistyczne ugrupowanie „Przyjaciele Durrutiego”. Wzywały one do utworzenia rady rewolucyjnej, rozstrzelania odpowiedzialnych za atak na centralę telefoniczną i rozbrojenia Gwardii. Środowe wydanie anarchistycznego pisma „Solidaridad Obrera” wzywało ludzi do powrotu do pracy. Tymczasem wydawana przez POUM „La Batalla” wzywała wszystkich do pozostania na barykadach.

### 6 maja (czwartek)
Po południu nastąpiło zawieszenie broni. Otwarto część sklepów, a na ulicach pojawili się przechodnie. Po kilku godzinach jednostki Gwardii Szturmowej podjęły próbę rozbrojenia części anarchistów, co doprowadziło do wznowienia walk.
„La Batalla” wyraziła tego dnia poparcie dla haseł głoszonych przez „Przyjaciół Durrutiego”, drukując jednocześnie rozkaz kierownictwa POUM, zabraniający oddziałom partyjnej milicji opuszczenia frontu aragońskiego.

### 7 maja (piątek)
W radiu zaczęto nadawać apele rządu republikańskiego, wzywające obywateli Barcelony do zejścia z barykad oraz zdania całej posiadanej broni. Wobec braku żywności, w którą anarchiści i popierające ich ugrupowania nie byli odpowiednio zaopatrzeni, zaczęto zmniejszać załogi obsadzonych budynków i barykad. Wieczorem tego dnia do miasta przybyły drogą morską z Walencji posiłki w postaci 6000 żołnierzy Gwardii Szturmowej, przywracając w Barcelonie zupełny spokój. Był to ostatni dzień walk na ulicach miasta.

## Skutki
Bezpośrednim skutkiem dni majowych było zwiększenie kontroli nad Barceloną, a również całą Katalonią, przez rząd centralny. Następujące po walkach rozbrojenie osłabiło również pozycję anarchistów i marksistów w Republice. Zamieszki wykorzystano do wywołania kryzysu rządowego, którego efektem było rozwiązanie rządu Caballero i zastąpienie go bardziej prokomunistycznym rządem Juana Negrina.

## Ocena
Walki, będące skutkiem międzypartyjnych rozgrywek w rządzie Republiki, nie przyczyniły się znacząco do zmiany sytuacji na froncie. Zginęło w nich około 400 osób, a 1000 zostało rannych (szacunki rządu Katalonii). Wypadki majowe zostały jednak użyte w szerszym kontekście propagandowej walki politycznej, którą komuniści toczyli przeciwko swoim wrogom w Republice. Stąd też pojawiły się dwie skrajnie różnie wersje wydarzeń.

### Wersja anarchistów
W ocenie FAI, CNT i wspierającej ich POUM wydarzenia w Barcelonie miały charakter zbrojnego przeciwstawienia się kontrrewolucji przeprowadzanej przez rząd w Walencji przy pomocy jednostek policji i Gwardii Szturmowej. Komunistom przypisywano próbę zbrojnego przejęcia władzy nad całą republiką, a również odwrócenia osiągnięć anarchistycznej rewolucji roku 1936.
Dokładny opis wypadków z punktu widzenia żołnierza milicji POUM oraz ich polityczną i historyczną analizę przedstawił uczestnik tych wydarzeń, George Orwell w swojej książce W hołdzie Katalonii.

### Wersja komunistów
Według komunistów, a również sprzyjających im dziennikarzy krajowych i zagranicznych, dni majowe były skutkiem działania faszystowskiej piątej kolumny, która miała mieć swoje wpływy w organizacjach anarchistycznych oraz w szczególności w POUM. Wypadki w Barcelonie przedstawiano jako wbicie noża w plecy toczącej wojnę republice. Winę za wybuch walk przypisano POUM, której komunistyczni politycy pragnęli się w pierwszej kolejności pozbyć z rządu. Partię oskarżono o „trockizm”, który rozumiano jako szeroko pojętą zdradę (sprzyjanie poglądom Trockiego, wrogość wobec ZSRR i Józefa Stalina), pozostawanie na usługach puczystów Francisca Franco, a nawet działalność na rzecz nazistowskich Niemiec i faszystowskich Włoch. Komunistyczna prasa nazywała walki „trockistowską rewoltą”, wywołaną przez ukrywającą swoje profaszystowskie sympatie POUM. W doniesieniach przedstawiano wiele błędnych informacji – m.in. zwiększano liczbę zabitych i rannych (sekretarz generalny PCE podał, że zginęło 900 osób, a rannych zostało 2,5 tys.), podawano, że powstańcy w walkach użyli skradzionych z koszar czołgów i dział, a stłumienie zamieszek przypisywano Armii Republikańskiej. Niektóre gazety sugerowały, że za wybuch walk odpowiadała bezpośrednio POUM, która poprzez swoje komórki „Przyjaciół Durretiego” i organizację „Młodzież Libertariańska” nawoływała do wzniecenia zbrojnego buntu (dowodem miała być m.in. ulotka wydana przez pierwsze z tych stronnictw, a przedrukowana przez marksistowską gazetę „La Batalla”, która w rzeczywistości była odpowiedzią na wybuch walk).
Wszystkie te zabiegi propagandowe doprowadziły 15 czerwca 1937 roku do zdelegalizowania POUM przez rząd w Walencji, aresztowania działaczy partii i rozpoczęcia przeciwko nim śledztwa, w wyniku którego niektórzy ponieśli śmierć (przewodniczący partii Andreu Nin, przedstawiciel brytyjskiej IPL Bob Smillie i inni).